# Anne Bradstreet
Anne Bradstreet született Anne Dudley (Northampton, Anglia kb. 1612 – Andover, Massachusetts, 1672. szeptember 16.) amerikai írónő, az első jelentős írónő, akinek az írásait a gyarmati Amerikában publikálták.

## Élete
Szülei, Thomas Dudley és Dorothy Yorke, az Abella fedélzetén emigránsokként vándoroltak be Amerikába a kislány Anne-nel együtt. A családja pozíciója miatt művelt körülmények között nőtt fel. Tizenhat évesen hozzáment Simon Bradstreethez. Anne apja és férje a Massachusetts Bay gyarmati kormányzójaként szolgált. 1630-ban. Anne ízületei a himlő miatt lebénultak, de nem engedte, hogy a bénulás elhalványítsa az iránti szenvedélyét, hogy a férjével éljen, és családot alapítson. A rossz egészségi állapota ellenére nyolc gyermeket szült és kényelmes társadalmi megítélést alakított ki. 1666. július 10-én tűz ütött ki otthonában, ami hajléktalanná tette a családot. Akkorra Anne egészsége lassan romlott, tuberkulózistól szenvedett és betegségbe mellett a legnagyobb fájdalmat az okozta számára, hogy elvesztette szeretett kislányát Dorothyt, majd nem sokkal később fiát is, de ő erős maradt, a Bibliába és a vallásba vetett hite segítségével megtalálta a békét. Neveltetése megengedte neki, hogy hozzáértéssel írjon a politikáról, történelemről, gyógyszerekről, és a teológiáról. Személyes könyvtárában a könyvek sorszámozva voltak több mint 800 könyv, amelyek közül sok odaveszett a tűzvészben.

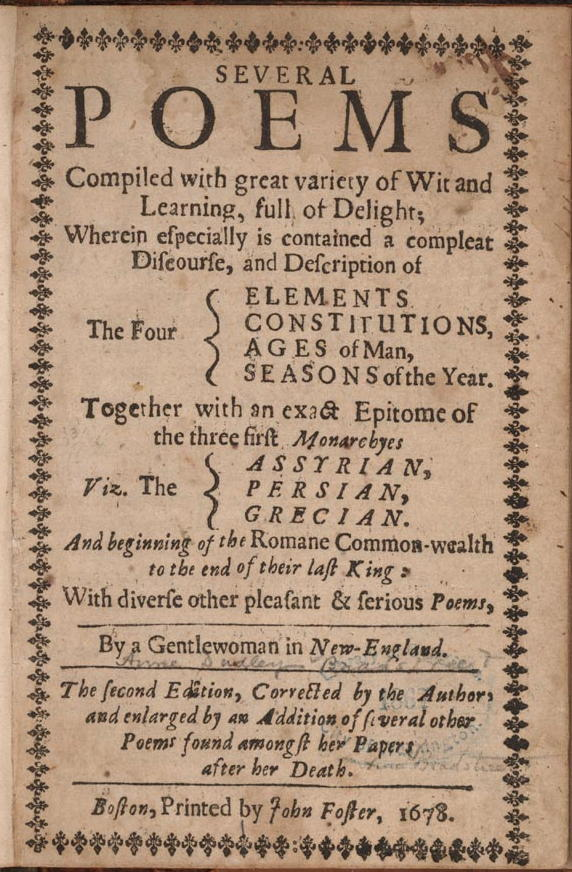
A második kiadású (posztumusz) Bradstreet versek kiadásának címlapja, 1678

## Munkássága
Költészete a világ megfigyelésén alapul, politikai és vallásos témákra összpontosít. A 20. században kritikus elfogadást nyert, különösen a vallásos verseiért. Munkásságát mélyen befolyásolta Guillaume du Bartas költő, akit támogattak 17. századi olvasók. A hagyományos hozzáállás ellenére az női tudást és értelmet összpontosította magában, szabad gondolkodó volt és néhányan őt korai feministának tartják. 1647-ben sógora, Rev. John Woodbridge, segítségével, az ő tudta nélkül, adták ki első munkáját The Tenth Muse Lately Sprung Upként Londonban és Amerikában.